# Rivière Bécancour
Rivière Bécancour är ett vattendrag i Kanada.   Det ligger i provinsen Québec, i den sydöstra delen av landet, 270 km öster om huvudstaden Ottawa.
Omgivningarna runt Rivière Bécancour är en mosaik av jordbruksmark och naturlig växtlighet. Runt Rivière Bécancour är det ganska glesbefolkat, med 25 invånare per kvadratkilometer.